# Pritisnjena ravnina
Pritisnjena ravnina (tudi oskulacijska ravnina) je v matematiki v Evklidskem in tudi v afinem prostoru takšna ravnina, na kateri leži neka točka podmnogoterosti in ima dotik drugega reda v tej točki.  Izraz oskulacijska izhaja iz latinske besede osculate (osculare), kar pomeni poljubljajoč. Lahko torej rečemo, da pritisnjena ravnina izgleda tako kot, da «poljublja» podmnogoterost (v tem primeru krivuljo). Lahko rečemo tudi, da je pritisnjena ravnina tista ravnina, ki leži v neposredni bližini določene točke. 
Pritisnjeno ravnino v Evklidskem prostoru krivulj lahko opišemo tudi s pomočjo Frenet-Serretovih obrazcev kot linearno ogrinjačo tangent in pravokotnih (normalnih) vektorjev. 